# Президент Північного Кіпру

Президентський прапор

Президент — голова Турецької Республіки Північного Кіпру. 
Рауф Денкташ був засновником і першим президентом Турецької Республіки Північного Кіпру. Туреччина — єдина у світі держава, яка визнала незалежність Північного Кіпру. Згідно з міжнародним правом, Республіка Кіпр зберігає суверенітет над усією територією, що входила до неї до 1974. Цю позицію займають ООН та всі держави світу, окрім Туреччини.

## Президенти
- Рауф Денкташ (13 лютого 1975 — 24 квітня 2005)
- Мехмет Алі Талат (24 квітня 2005 — 23 квітня 2010)
- Дервіш Ероглу (23 квітня 2010 — 30 квітня 2015)
- Мустафа Акинджи (30 квітня 2015 — 23 жовтня 2020)
- Ерсин Татар (23 жовтня 2020 – дотепер)